# Asarums landskommun
Asarums landskommun var en tidigare kommun i Blekinge län.

## Administrativ historik
I Asarums socken i Bräkne härad i Blekinge inrättades denna landskommun när 1862 års kommunalförordningar trädde i kraft.
År 1881 bröts Ringamåla landskommun ut för att bilda egen kommun.  Vid kommunreformen 1952 återförenades Ringamåla med Asarum.
Området uppgick 1967 i Karlshamns stad från 1971 Karlshamns kommun.
Kommunkoden 1952-1966 var 1015

### Kyrklig tillhörighet
I kyrkligt hänseende tillhörde kommunen Asarums församling. Den 1 januari 1952 tillkom Ringamåla församling.

## Kommunvapnet
Blasonering: I fält av guld två bjälkvis ordnade gröna ekar över en av en vågskura bildad blå stam, belagd med tolv (4, 3, 4, 1) bysantiner av guld.
Vapnet symboliserar den gamla offerkällan i Asarum med offrade mynt samt källans omgivande ekar. Det fastställdes av Kungl Maj:t år 1945 och giltigheten upphörde samtidigt med kommunen.

## Geografi
Asarums landskommun omfattade den 1 januari 1952 en areal av 242,47 km², varav 229,16 km² land.

### Tätorter i kommunen 1960
| Tätort            | Folkmängd |
| ----------------- | --------- |
| Asarum            | 2 411     |
| Svängsta, del ava | 1 757     |

Tätortsgraden i kommunen var den 1 november 1960 47,9 procent.

## Politik

### Mandatfördelning i valen 1938–1962
|  | 17 |  | 4 | 3 |

| 26 |

|  | 17 | 4 | 4 |

| 26 |

| 4 | 14 | 5 | 3 |

| 25 |

| 3 | 18 | 6 | 4 | 3 |

| 31 |

| 4 | 18 | 4 | 4 | 4 |

| 30 |

| 3 | 19 | 5 | 2 | 5 |

| 28 | 6 |

| 3 | 19 | 5 | 3 | 4 |

| 29 | 5 |